# Visa d'entrée en Algérie
Le visa algérien est un visa délivré par les autorités algériennes qui est apposé sur le passeport et qui permet à un étranger d'entrer sur le territoire algérien.

## Histoire
Le ministère des Affaires étrangères a commencé à délivrer des visas diplomatiques et autres visas officiels après le décret du 31 août 1964 signé par le président de la République Ahmed Ben Bella, qui fixe les conditions pour les obtenir.
Le visa d'entrée en Algérie avec un passeport ordinaire est créé par l'ordonnance no 66-211 du 21 juillet 1966 relative à la situation des étrangers en Algérie, complétée par son décret d'application no 66-212 de la même date, les deux ayant été signés par Houari Boumédiène.
L'arrêté interministériel du 10 décembre 2002 change la forme du visa du cachet humide au visa auto-adhésif. Le décret présidentiel de Abdelaziz Bouteflika du 19 juillet 2003 modifie et complète le décret d'application no 66-212 du 21 juillet 1966.

## Caractéristiques
Le support du visa est de type auto-adhésif, apposé sur une page vierge du passeport étranger. La taille du visa est de 10 cm sur 7 cm. L'arrière-plan est constitué d'un dessin abstrait et, au centre, du sceau de l'État.
Sur la partie supérieure, au centre, se trouve la mention (الجمهورية الجزائرية الديمقراطية الشعبية) en arabe, et en dessous République algérienne démocratique et populaire, sa traduction en français. De chaque côté, il est écrit « visa », en français à gauche, et en arabe à droite. Cette zone supérieure est séparée par une ligne horizontale de la zone d'information du visa.
La zone d'information du visa contient des mentions en deux langues où est écrit la durée du visa, la date d'expiration, et le nombre d'entrées. Cette zone d'information est séparée par une ligne horizontale de la zone d'information du titulaire.
La zone d'information du titulaire comprend les mentions suivantes : les nom et prénom en français et en arabe, le numéro du passeport, le service et la date de délivrance du visa, la date du début de visa, et son type. Elle comprend également la signature du consul.
La partie inférieure est une zone de lecture automatique de deux lignes, qui contient des informations codifiées (les nom et prénom, le numéro du passeport, la date de naissance, le nombre d'entrées et la date d'expiration du visa).

## Demande, délivrance et validité
Pour faire une demande de visa, le demandeur doit être titulaire d'un passeport d'une validité supérieure à six mois. Il doit remplir le formulaire de demande spécifique au type du visa demandé, et fournir trois photographies, récentes, de même tirage, format passeport, ainsi que des documents spécifiques à chaque type de visa.
- Les visas diplomatiques, de service et de courtoisie sont délivrés au titulaire d’un passeport diplomatique, de service et d’un passeport ordinaire en cours de validité[o 5].
- Le visa de presse est délivré aux étrangers qui ont justifié leur qualité de journaliste avec une lettre de l’organe ou de l’employeur sollicitant l’octroi du visa au profit du journaliste concerné[o 5].
- Le visa de tourisme est délivré à l’étranger titulaire d’une réservation d’hôtel ou d’un certificat d’hébergement authentifié par le président de l’APC du lieu de résidence de la personne invitante, de justificatifs de la prise en charge pour la durée du séjour et d’un titre ou d’un moyen de transport aller et retour[o 5].
- Le visa d’affaires est délivré à l’étranger titulaire soit d’une lettre d’invitation du partenaire algérien, soit d’une lettre d’engagement ou d’un ordre de mission de l’organisme employeur du demandeur de visa et d’une réservation d’hôtel ou attestation de prise en charge par l’organisme invitant[o 5].
- Le visa d’études est délivré à l’étranger titulaire d’une attestation d’inscription à un établissement d’enseignement public ou privé agréé par l’État algérien. Il doit en outre présenter une attestation de bourse délivrée par les autorités algériennes ou les autorités de son pays, ou des justificatifs de moyens de prise en charge de ses études et de son séjour[o 5].
- Le visa de travail est délivré à l’étranger titulaire d’un contrat de travail (pour le visa de travail temporaire le contrat de travail est d'une durée de trois mois) et d’une autorisation provisoire de travail (temporaire pour le visa de travail temporaire), préalable au permis de travail, délivrée par les services compétents chargés de l’emploi et d’une attestation, visée par ces mêmes services, par laquelle l’organisme employeur s’engage à assurer la prise en charge du rapatriement du travailleur étranger dès la rupture de la relation de travail (le visa de travail temporaire peut être délivré à l’étranger d’un contrat d’assistance ou de prestation de service conclu par lui-même ou son organisme employeur avec une société ou un organisme exerçant une activité en Algérie)[o 5].
- Le visa familial est délivré à l’étranger titulaire d’un certificat d’hébergement établi par un membre de sa famille algérienne qui s’engage à l’héberger et authentifié par le président de l’Assemblée populaire communale du lieu de résidence de la personne invitante[o 5]. Ce visa peut aussi être délivré aux conjoints de citoyens algériens, ces derniers devant justifier cette situation avec une copie du livret de famille ou d'un acte de mariage ainsi qu'une copie de la pièce d'identité algérienne (Carte Nationale d'Identité, Passeport ou Carte Consulaire) du conjoint.
- Le visa médical est délivré à l’étranger titulaire d’un certificat médical, d’une prise en charge des frais médicaux, de l’accord de l’établissement de soins d’accueil ; il doit en outre présenter une réservation d’hôtel ou un certificat d’hébergement et des justificatifs de ressources pour la durée des soins[o 5].
- Le visa culturel est délivré à l’étranger titulaire d’une invitation à un séminaire ou manifestation à caractère culturel, scientifique ou sportif et de justificatifs de ressources pour la durée du séjour[o 5].
- Le visa collectif est délivré aux étrangers voyageant sous couvert d’un passeport collectif en cours de validité, et titulaires d’une réservation d’hôtel, de justificatifs de ressources pour la durée du séjour et d’un titre de transport[o 5].
- Le visa de transit, d’une durée maximum de sept jours, est délivré à l’étranger transitant par le territoire national et titulaire du visa du pays de destination et de justificatifs de ressources pour la durée de son transit. Toutefois, il sera délivré par les autorités compétentes un permis d’escale d’une durée de deux à sept jours aux équipages des navires et des aéronefs[o 5].

## Pays dont les ressortissants sont exemptés de visa d'entrée en Algérie

Politique des visas de l'Algérie

Les ressortissants des pays suivants n'ont pas besoin de visa pour voyager en Algérie :
- Libye
- Mali
- Malaisie
- Maldives
- Seychelles
- Syrie
- Tunisie
- Yémen

Les ressortissants des États mentionnés ci-dessous, titulaires de passeports diplomatiques n'ont pas besoin de visa pour voyager en Algérie :
- Allemagne
- Argentine
- Croatie
- France
- Hongrie
- Roumanie

Les ressortissants des États mentionnés ci-dessous, titulaires d'un passeport diplomatique ou d'un passeport de services n'ont pas besoin de visa pour voyager en Algérie :
- Afrique du Sud
- Albanie
- Bénin
- Brésil
- Corée du Sud
- Cuba
- Égypte
- Émirats arabes unis
- Espagne
- Éthiopie
- Grèce
- Guinée
- Italie
- Malaisie
- Mali
- Malte
- Mexique
- Niger
- Pérou
- Portugal
- Sénégal
- Slovaquie
- Suisse
- Tanzanie
- Turquie
- Venezuela
- Viêt Nam

## Pays dont les ressortissants n'ont pas le droit d'entrer en Algérie
- Israël

Les citoyens d'Israël sont interdits d'entrer, de séjourner et/ou de transiter sur le sol algérien, les eaux territoriales algériennes, ou dans l'espace aérien de l'Algérie, celle-ci ne reconnaissant pas l'état d'Israel, soutenant la cause palestinienne.
Une exception a été faite lors du Détournement du vol El Al 426 vers Alger par le Front populaire de libération de la Palestine. Les citoyens étrangers avaient été  renvoyés dans leurs pays le lendemain, les femmes et les enfants israéliens renvoyés à la fin de la semaine, et les hommes israeliens gardés en otage afin de négocier la libération de 16 prisonniers arabes condamnés.

### Autres sources
1. ↑  « Que doit comprendre le dossier de demande de visa ? », sur ambalgott.com, Ambassade d'Algérie à Ottawa (consulté le 11 mai 2013)
2. 1 2 3  (en) « Visa Requirements - Algeria Visa Center », sur algeriavisacenter.com (consulté le 10 mai 2013)
3. ↑  (en) « National Israel (IL)/Destination Algeria (DZ) », sur timaticweb.com (consulté le 31 octobre 2015)